# Volta a Portugal de 2003
A 65ª edição da Volta a Portugal em Bicicleta decorreu entre os dias 6 e 17 de Agosto de 2003. Foram percorridos 1656 km.

## Equipas
Participaram 139 ciclistas de 16 equipas:
- Milaneza-MSS
- Porta da Ravessa-Tavira
- Barbot-Torrié Cafés
- Antarte-Rota dos Móveis
- Lampre
- Carvalhelhos-Boavista
- ASC-Vila do Conde
- Cantanhede-Marquês de Marialva
- Beppi-Pepolim
- Lokomotiv
- LA Aluminios-Pecol-Bombarral
- MBK-Oktos
- Kelme-Costa Blanca
- Flanders-Iteamnova
- Paternina-Costa de Almeria
- Colchon Relax-Fuenlabrada

## Etapas
| Detalhe   | Data         | Cidades da etapa              | km              | Vencedor da etapa              | Líder da classificação geral   |
| 1ª etapa  | 6 de Agosto  | Albufeira-Tavira              | 175,6           | Cândido Barbosa · Portugal     | Cândido Barbosa · Portugal     |
| 2ª etapa  | 7 de Agosto  | Loulé-Beja                    | 148,7           | Alberto Benito · Espanha       | Alberto Benito · Espanha       |
| 3ª etapa  | 8 de Agosto  | Cafés Delta-Castelo Branco    | 150,9           | Victoriano Fernandez · Espanha | Victoriano Fernandez · Espanha |
| 4ª etapa  | 9 de Agosto  | Castelo Branco-Coimbra        | 154,6           | Cândido Barbosa · Portugal     | Victoriano Fernandez · Espanha |
| 5ª etapa  | 10 de Agosto | Figueira da Foz-Torre         | 208,3           | Nuno Ribeiro · Portugal        | Nuno Ribeiro · Portugal        |
| 6ª etapa  | 11 de Agosto | Fundão-Gouveia                | 136,5           | Vítor Gamito · Portugal        | Rui Lavarinhas · Portugal      |
|           | 12 de Agosto | Dia de descanso               | Dia de descanso | Dia de descanso                | Dia de descanso                |
| 7ª etapa  | 13 de Agosto | Gouveia-São João da Madeira   | 166,6           | Cândido Barbosa · Portugal     | Rui Lavarinhas · Portugal      |
| 8ª etapa  | 14 de Agosto | Santa Maria da Feira-Fafe     | 188,6           | Cândido Barbosa · Portugal     | Rui Lavarinhas · Portugal      |
| 9ª etapa  | 15 de Agosto | Fafe-Alto da Senhora da Graça | 153,6           | Peio Arreitunandia · Espanha   | Nuno Ribeiro · Portugal        |
| 10ª etapa | 16 de Agosto | Mondim de Basto-Favaios       | 130             | Angel Edo · Espanha            | Nuno Ribeiro · Portugal        |
| 11ª etapa | 17 de Agosto | Viseu-Viseu                   | 36,7 (CRI)      | Claus Moller · Dinamarca       | Nuno Ribeiro · Portugal        |

## Classificação Final
| Lugar | Nome            | Nacionalidade | Equipa                              | Tempo     |
| 01.   | Nuno Ribeiro    | Portugal      | L.A. Alumínios-Pecol-Bombarral      | 41h29m59s |
| 02.   | Claus Moller    | Dinamarca     | Milaneza-Maia-MSS                   | a 1m34s   |
| 03.   | Rui Lavarinhas  | Portugal      | Milaneza-Maia-MSS                   | a 2m18s   |
| 04.   | Nélson Vitorino | Portugal      | Porta da Ravessa-Bom Petisco-Tavira | a 5m10s   |
| 05.   | David Blanco    | Espanha       | Porta da Ravessa-Bom Petisco-Tavira | a 5m52s   |
| 06.   | Vítor Gamito    | Portugal      | Cantanhede-Marquês de Marialva      | a 8m04s   |
| 07.   | Rui Pinto       | Portugal      | Barbot-Torrié-Gondomar              | a 9m11s   |
| 08.   | Virgílio Santos | Portugal      | Antarte-Rota dos Móveis             | a 9m46s   |
| 09.   | Sérgio Paulinho | Portugal      | ASC-Vila do Conde                   | a 10m36s  |
| 10.   | Joan Horrach    | Espanha       | Milaneza-Maia-MSS                   | a 10m51s  |

## Outras classificações
Pontos (camisola branca): Cândido Barbosa - L.A. Alumínios-Pecol-Bombarral
Montanha (camisola azul): Rui Lavarinhas - Milaneza-Maia-MSS
Juventude (camisola laranja): Rui Pinto - Barbot-Torrié-Gondomar
Geral Equipas: Milaneza-Maia-MSS